# Associação Brasileira de Segurança Cibernética
A Associação Brasileira de Segurança Cibernética (ABRASECI) é uma organização sem fins lucrativos fundada em 2020 com o objetivo de promover a segurança cibernética no Brasil. A entidade fornece diretrizes, treinamentos e apoio técnico para empresas e indivíduos na proteção contra ataques virtuais, fraudes e vazamento de dados.

## História
A ABRASECI foi criada em 2020, em resposta ao aumento de ataques cibernéticos e crimes digitais no Brasil. A associação foi formada por um grupo de profissionais da área de segurança da informação, com o objetivo de desenvolver ações para conscientizar e proteger o público contra ameaças virtuais.
Desde sua criação, a ABRASECI tem colaborado com órgãos públicos, empresas privadas e organizações internacionais para estabelecer diretrizes e melhores práticas em segurança digital.

## Atuação
A ABRASECI atua em diversas áreas relacionadas à segurança digital, incluindo:
- Conscientização e educação – A associação promove campanhas para conscientizar o público sobre golpes virtuais, privacidade e proteção de dados.
- Treinamento e capacitação – Realiza treinamentos para profissionais de tecnologia e empresas, com foco em prevenção e resposta a incidentes de segurança.
- Políticas e diretrizes – Colabora com o setor público e privado para a criação de políticas e regulamentações de segurança cibernética.
- Monitoramento de ameaças – Acompanha o cenário global de segurança cibernética e alerta sobre novas ameaças e vulnerabilidades.
- Resposta a incidentes – Atua como referência na elaboração de estratégias de resposta a ataques cibernéticos em ambientes corporativos e governamentais.

A associação também desenvolve materiais educativos e guias de melhores práticas para empresas e usuários finais.

## Impacto e reconhecimento
A ABRASECI tem sido citada em diversos veículos de comunicação sobre segurança digital, incluindo G1, CNN Brasil, Folha de S.Paulo e UOL. A associação é frequentemente consultada para fornecer orientações sobre ataques virtuais, golpes digitais e proteção de dados.
Entre os temas mais abordados pela associação estão:
- Segurança em redes sociais e aplicativos móveis.
- Proteção contra golpes bancários e roubo de identidade.
- Prevenção e resposta a ataques de engenharia social.
- Segurança de dispositivos móveis.
- Gestão de incidentes de segurança em ambientes empresariais e governamentais.

A ABRASECI tem contribuído para debates sobre segurança cibernética no Congresso Nacional e em fóruns internacionais.

## Parcerias e publicações
A ABRASECI já foi mencionada em diversas publicações sobre segurança digital e privacidade de dados. A entidade foi citada no livro "O uso de dados pessoais pelo setor público e as administrações tributárias no contexto da LGPD", de José Valmi Brito, como uma das principais referências em segurança cibernética no Brasil.
A associação também estabeleceu parcerias com empresas de tecnologia, universidades e entidades governamentais para o desenvolvimento de estratégias de combate a fraudes e ataques cibernéticos.

## Críticas e desafios
Embora a ABRASECI seja reconhecida no meio de segurança cibernética, especialistas destacam que o Brasil ainda enfrenta desafios estruturais na proteção contra ataques virtuais. O cenário de segurança digital no país é considerado vulnerável devido à falta de investimentos em infraestrutura e treinamento técnico.